# Occupation russe de l'oblast de Soumy
- Territoire sous contrôle ukrainien
- Territoire occupé par la Russie puis récupéré par l'Ukraine

L'occupation russe de l'oblast de Soumy est une occupation militaire qui commence le 24 février 2022, lorsque les forces russes envahissent l'Ukraine et commencent à conquérir des parties de l'oblast de Soumy, situé au nord-est du pays, au nord de l'oblast de Kharkiv, le long de la frontière russe. La capitale de l'oblast, Soumy n'est pas prise par les forces russes, contrairement à d'autres villes comme Konotop et Trostianets.
Le 6 avril 2022, les forces russes quittent l'oblast.
Les forces armées russes font leur retour durant le mois d'avril 2025 après une contre-attaque dans le cadre de l'offensive menée dans l'oblast de Koursk par l'armée ukrainienne. L'armée russe contrôlerait un territoire d'environ 95 km2.

## Occupation

### Konotop
Le 25 février, les forces russes s'emparent de la ville de Konotop.
Le 2 mars, Artem Semenikhine, le maire de Konotop, déclare que les forces russes présentes dans la ville l'avaient averti qu'elles bombarderaient la ville si les habitants leur résistaient. Des véhicules russes, déployés devant le conseil municipal, ont été encerclés par les habitants. Seminikhine demande aux habitants de la ville s'ils voulaient se battre ou se rendre, sur quoi les habitants ont « massivement » refusé de se rendre,.
Plus tard dans la journée, les autorités de la ville entament des négociations avec les forces russes, avec des pourparlers d'une durée de 12 minutes. Un accord est conclu en vertu duquel les forces russes acceptent de ne pas changer l'administration de la ville, de déployer des troupes dans la ville, d'entraver les transports ou de retirer le drapeau ukrainien. En retour, les responsables de la ville sont convenus que les habitants n'attaqueraient pas les forces russes.
Le 7 mars, l'état-major ukrainien estime que les forces russes à Konotop ont subi 50 % de pertes et ont été contraintes de se regrouper et de se réapprovisionner.
Le 15 mars, les forces ukrainiennes et russes conviennent d'ouvrir un couloir humanitaire afin d'évacuer les citoyens de Konotop.
Le 28 mars, les forces russes détruisent un pont à Konotop.
Le 2 avril, il a été signalé que l'armée russe maintenait un couloir dans le Raïon de Konotop par lequel le matériel de Kiev et de Tchernihiv pouvait être retiré en Russie.
Le 3 avril, le député ukrainien Olexandre Katchoura a déclaré sur Twitter que toutes les forces russes avaient quitté le raïon de Konotop. Le 4 avril 2022, le gouverneur de l'oblast de Soumy Dmytro Jyvytsky déclare que les troupes russes n'occupaient plus aucune ville ou village de l'oblast de Soumy et s'étaient pour la plupart retirées, tandis que les troupes ukrainiennes s'efforçaient de repousser les unités restantes.
Le 5 avril, le gouverneur Jyvytsky déclare que les corps d'au moins trois civils torturés avaient été retrouvés dans le raïon de Konotop.

### Trostianets
Le 1er mars, les forces russes prennent la ville de Trostianets et commencent l'occupation militaire de la ville.

#### Occupation militaire
Le quartier général militaire russe a été établi à la gare principale de la ville,. À la mi-mars, certaines troupes russes ont été remplacées par des séparatistes soutenues par la Russie.
Environ 800 soldats russes occupent la ville. Pendant l'occupation, les policiers ukrainiens sont restés dans la ville incognito, soutenant à la fois les civils locaux et les forces partisanes opérant dans la région. Les forces ukrainiennes ont détruit un pont au sud de la ville, bloquant l'avancée russe plus profondément en Ukraine. Le maire de la ville, Iouri Bova, s'est caché dans les villages voisins, recevant des critiques pour sa décision de ne pas rester en ville, mais a continué à coordonner la résistance ukrainienne, y compris le bombardement des positions russes. Rapports d'exécutions de civils par les troupes russes a commencé début mars.

#### Contre-attaque ukrainienne
Une contre-offensive ukrainienne commençant le 23 mars a repris la ville le 26 mars,. Pendant les combats, l'hôpital de la ville a été bombardé, les habitants accusant les forces russes. Après des combats et des bombardements autour de la périphérie de la ville, les troupes russes se sont en grande partie retirées dans la nuit avant l'arrivée des forces ukrainiennes. Un rapport de l'AFP fait état d'une "douzaine" de chars et véhicules blindés détruits ou endommagés. Le New York Times a rapporté que la nourriture s'était raréfiée au moment où la ville a été reprise par l'Ukraine.

## Contrôle des villes dans l'oblast
| Nom         | Population | Raïon    | Tenu par | À partir de  | Plus d'information                                                                                             |
| ----------- | ---------- | -------- | -------- | ------------ | --- |
| Bouryn      | 8 359      | Konotop  | Ukraine  | 6 avril 2022 | Capturé par la Russie le 25 février 2022. Recapturé par l' Ukraine le 4 avril 2022.                            |
| Hloukhiv    | 32 248     | Chostka  | Ukraine  | 6 avril 2022 | Voir Bataille de Hloukhiv Capturé par la Russie le 25 février 2022. Recapturé par l' Ukraine le 4 avril 2022.  |
| Konotop     | 84 787     | Konotop  | Ukraine  | 6 avril 2022 | Voir Bataille de Konotop Capturé par la Russie le 25 février 2022. Recapturé par l' Ukraine le 4 avril 2022.   |
| Krolevets   | 22 437     | Konotop  | Ukraine  | 6 avril 2022 | |
| Lebedyn     | 24 238     | Soumy    | Ukraine  | 6 avril 2022 | Voir Bataille de Lebedyn                                                                                       |
| Okhtyrka    | 47 216     | Okhtyrka | Ukraine  | 6 avril 2022 | Voir Bataille d'Okhtyrka                                                                                       |
| Poutyvl     | 15 100     | Konotop  | Ukraine  | 6 avril 2022 | Capturé par la Russie le 27 février 2022. Recapturé par l' Ukraine le 2 avril 2022.                            |
| Romny       | 38 305     | Romny    | Ukraine  | 6 avril 2022 | Voir Bataille de Romny                                                                                         |
| Chostka     | 73 197     | Chostka  | Ukraine  | 6 avril 2022 | |
| Soumy       | 259 660    | Soumy    | Ukraine  | 6 avril 2022 | Voir Bataille de Soumy, Fuite d'ammoniac de Sumykhimprom                                                       |
| Trostianets | 19 797     | Okhtyrka | Ukraine  | 6 avril 2022 | Voir Bataille de Trostianets Capturé par la Russie le 1er mars 2022. Recapturé par l' Ukraine le 26 mars 2022. |